# Condado de York (Nebraska)

O Condado de York é um dos 93 condados do estado norte-americano de Nebraska. A sede do condado é York, que é também a sua maior cidade. O condado tem uma área de 1492 km² (dos quais 0,1 km² estão cobertos por água), uma população de 14 598 habitantes, e uma densidade populacional de 10 hab/km² (segundo o censo nacional de 2000).